# Новіни (гміна Бендкув)
Новіни (пол. Nowiny) — село в Польщі, у гміні Бендкув Томашовського повіту Лодзинського воєводства.
Населення — 110 осіб (2011).
У 1975-1998 роках село належало до Пйотрковського воєводства.

## Демографія
Демографічна структура станом на 31 березня 2011 року:
|          | Загалом | Допрацездатний вік | Працездатний вік | Постпрацездатний вік |
| -------- | ------- | ------------------ | ---------------- | -------------------- |
| Чоловіки | 59      | 11                 | 45               | 3                    |
| Жінки    | 51      | 8                  | 23               | 20                   |
| Разом    | 110     | 19                 | 68               | 23                   |